# پرتره‌ای از مرد هنرمند در جوانی (فیلم ۱۹۷۷)
پرتره‌ای از مرد هنرمند در جوانی (انگلیسی: A Portrait of the Artist as a Young Man) فیلمی است که در سال ۱۹۷۷ منتشر شد. از بازیگران آن می‌توان به جان گیلگد اشاره کرد.